# Янгильдинское сельское поселение
Янги́льдинское се́льское поселе́ние (чув. Кармӑш ял тӑрӑхӗ) — муниципальное образование в Козловском районе Чувашии Российской Федерации.
Административный центр — село Янгильдино.

## История
Статус и границы сельского поселения установлены Законом Чувашской Республики от 24 ноября 2004 года № 37 «Об установлении границ муниципальных образований Чувашской Республики и наделении их статусом городского, сельского поселения, муниципального района и городского округа».

## Население
| 2010 | 2012 | 2013 | 2014 | 2015 | 2016 | 2017 |
| ---- | ---- | ---- | ---- | ---- | ---- | ---- |
| 753  | ↘729 | ↘711 | ↘708 | ↘666 | ↘648 | ↘638 |
| 2018 | 2019 | 2020 | 2021 |      |      |      |
| ↘626 | →626 | ↘620 | ↘597 |      |      |      |

## Состав сельского поселения
| № | Населённый пункт | Тип населённого пункта       | Население |
| - | ---------------- | ---------------------------- | --------- |
| 1 | Альменево        | деревня                      | ↗171      |
| 2 | Масловка         | деревня                      | ↗54       |
| 3 | Семенчино        | деревня                      | ↗169      |
| 4 | Янгильдино       | село, административный центр | ↘377      |